# Sesbania herbacea
Sesbania herbacea (syn. Sesbania exaltata) là một loài thực vật có hoa trong họ Fabaceae. Đây là loài bản địa của Hoa Kỳ, đặc biệt là các bang đông nam, nơi có khí hậu ẩm. 

## Hình ảnh

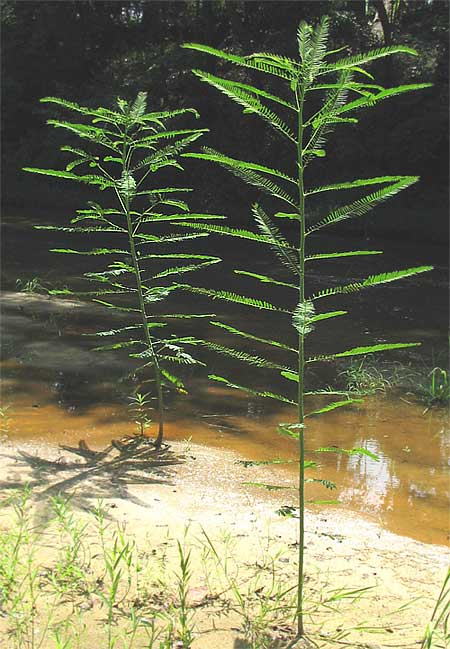